# Gandy (Nebraska)
Gandy é uma vila localizada no estado americano de Nebraska, no Condado de Logan.

## Demografia
Segundo o censo americano de 2000, a sua população era de 30 habitantes.
Em 2006, foi estimada uma população de 29, um decréscimo de 1 (-3.3%).

## Geografia
De acordo com o United States Census Bureau, a localidade tem uma área de 0,6 km², sem área coberta por água.

## Localidades na vizinhança
O diagrama seguinte representa as localidades num raio de 48 km ao redor de Gandy.